# Vérénice Rudolph
Vérénice Rudolph (* 17. August 1951 als Verena Rudolph in München) ist eine deutsche Schauspielerin und Regisseurin.

## Leben
Nach dem Gymnasium besuchte sie die Otto-Falckenberg-Schule in München. Anschließend erhielt sie Engagements an den Wuppertaler Bühnen und am Schillertheater in Berlin.
Bekannt wurde sie 1976 mit der Rolle der Gertie in Alexander Kluges Der starke Ferdinand. Es folgten die Fernsehfilme Endstation Paradies (1977, mit Inge Meysel) und Elfriede (1978, Titelrolle). In Hartmut Griesmayrs und Herbert Reineckers ......von Herzen mit Schmerzen (1978) spielte sie neben Werner Hinz und Vera Tschechowa. Uli Edel engagierte sie im selben Jahr für Der harte Handel. Im Tatort: Mitternacht, oder kurz danach spielte sie neben "Kommissarin" Nicole Heesters die Hauptrolle als Regine Homberg. Abermals arbeitete sie 1979 mit Griesmayr für den Film Fallstudien. George Moorse gab ihr 1979 eine Episodenhauptrolle in Jahreszeiten der Liebe.
1981 folgten zwei tragende Nebenrollen: In Margarethe von Trottas Die bleierne Zeit spielte sie Julianes (Jutta Lampe) Freundin, die Ärztin Sabine, die sich um Pflegeeltern für deren Neffen Jan kümmert. In Gabi Kubachs Rendezvous in Paris spielte sie die starke Vertraute der zerbrechlichen Heldin Evelyn (Claude Jade), die ihre Freundin schließlich überredet, ihrem Geliebten für ein Wochenende nach Paris zu folgen.
1983 drehte sie mit Ein friedliches Paar ihren vorerst letzten Film als Schauspielerin und wechselte erfolgreich ins Regie-Fach. Ab 1980 hatte sie sich an der Deutschen Film- und Fernsehakademie Berlin zur Regisseurin ausbilden lassen. In Co-Regie inszenierte sie dort 1984 den Film Mikado. An der dffb entstand ebenfalls der Dokumentarfilm Daheim. Es folgten gelegentliche Rollen als Schauspielerin, so unter dem Namen Verena Rudolph in Maria Langs Zärtlichkeiten (1985).
Unter ihrem bürgerlichen Namen Verena Rudolph drehte sie 1987 den Kinofilm Francesca mit Größen wie Marianne Hoppe (mit der sie bereits 1981 in Die Baronin spielte) und Bernhard Minetti. Rudolph erhielt für ihr Regie-Debüt, in dem sie eine fiktive Heldin zur realen Figur erklärte, unter anderem den Max Ophüls Preis und den Deutschen Filmpreis für Regie und Drehbuch.
Heute arbeitet Verena Rudolph unter anderem als Professorin an der Filmakademie Baden-Württemberg und an der Kunsthochschule für Medien Köln.

## Filmografie (Auswahl)
- 1975: Der starke Ferdinand
- 1977: Endstation Paradies
- 1979: Tatort: Mitternacht, oder kurz danach
- 1979: Fallstudien
- 1981: Die bleierne Zeit
- 1981:  St. Pauli-Landungsbrücken (Fernsehserie, eine Folge)
- 1982: Der Androjäger (Fernsehserie, Folge 9. Ein Auftrag nimmt seinen Lauf)
- 1982: Rendezvous in Paris
- 1987: Francesca (Regie, Drehbuch)